# Angèle
Angèle Joséphine Aimée Van Laeken (Uccle, Bruxelas, 3 de dezembro de 1995), mais conhecida como Angèle (pronúncia em francês: [ɑ̃ʒɛl] é uma cantora, compositora, atriz, dubladora e produtora musical belga. Ela foi a cantora francófona mais ouvida em 2019, graças ao seu álbum de estreia, Brol.

## Biografia
De uma família dedicada ao show business; seu irmão é o rapper Roméo Elvis, sua mãe é a atriz Laurence Bibot e seu pai é o cantor Marka.
Ela passou grande parte de sua infância em Linkebeek e começou a cantar em cafeterias de Bruxelas, e ficou conhecida por uma versão de "Bruxelles", de Dick Annegarn, e seus vídeos nas redes sociais.
Ela dublou a personagem Gabby Gabby em francês em Toy Story 4.

## Discografia

### Álbuns de estúdio
- Brol (2018)
- Nonante-Cinq (2021)